# Eduard Anthes
Eduard Anthes (Brensbach, 1859. június 5. – Darmstadt, 1922. február 7.) német őstörténész.

## Élete
1873 és 1877 közt Darmstadtban járt középiskolába, ezután egy éven át katonai szolgálatot teljesített. Leszerelése után a Lipcsei Egyetemen teológiát és klasszika-filológiát tanult. 1884-ben doktorált, majd 1885-ben államvizsgázott. Azonnal állást kapott a darmstadti Ludwig-Georgs-Gymnasiumban, innen 1894-ben a Neue Gymnasiumba ment. Rendes gimnáziumi tanárrá 1897-ben nevezték ki. 
Szabadidejében intenzíven foglalkozott a helyi őstörténettel és korai történelemmel. 1892-ben a Reichs-Limeskommission (a római limesszel foglalkozó bizottság) tagja lett. Amikor 1902-ben a Hesseni Nagyhercegségben életbe lépett az első modern német műemlékvédelmi törvény, s ennek alapján megalakult a műemléki tanács, Anthest a tanács egyik tagjává nevezték ki. 1909-ben  nevezték ki főállású régészeti műemlékgondnoknak, feltehetően ő volt az első főállású műemlékvédő Németországban. 
1991-ben a Verein von Altertumsfreunden im Regierungsbezirk Darmstadt e. V. (Darmstadt Kerületi Régiségbarátok Egyesülete) a hesseni Tudományos és Művészeti Minisztériummal közösen Eduard Anthesről elnevezett díjat alapított, amely díjazottját azon fiatal régészek közül választják, akik a Felső-Neckar és az Észak-német síkság közti alacsony hegység őstörténetét és korai történetét kutatták. A díjat kétévente ítélik oda, összege 5000 euró.

## Válogatott munkái
- Die Antiken der gräflich Erbach-Erbachischen Sammlung zu Erbach i.O. Bergsträsser, Darmstadt 1885.
- Zur Geschichte des Mainthales in der Römerzeit. Wailandt, Aschaffenburg 1899.
- Das Kastell Gross-Gerau. In: Quartalblätter des Historischen Vereins für das Großherzogtum Hessen. NS Bd. 2, Nr. 13, 1899, 520–533. oldalak
- Beiträge zur Geschichte der Besiedelung zwischen Rhein, Main und Neckar. Imegjelent: Archiv für hessische Geschichte und Altertumskunde. NF Bd. 3, Nr. 2, 1902, 279–318. oldalak
- Das Kastell Alzei. megjelent: Quartalblätter des Historischen Vereins für das Großherzogtum Hessen. NS Bd. 4, Nr. 16, 1909, 417–426. oldalak

## Fordítás
- Ez a szócikk részben vagy egészben  az   Anthes Eduard című német Wikipédia-szócikk ezen változatának fordításán alapul.  Az eredeti cikk szerkesztőit annak laptörténete sorolja fel. Ez a jelzés csupán a megfogalmazás eredetét és a szerzői jogokat jelzi, nem szolgál a cikkben szereplő információk forrásmegjelöléseként.